# Opius languidus
Opius languidus är en stekelart som beskrevs av Fischer 1964. Opius languidus ingår i släktet Opius och familjen bracksteklar. Inga underarter finns listade i Catalogue of Life.